# Xian de Xupu
Le xian de Xupu (chinois : 溆浦县 ; pinyin : Xùpǔ xiàn) est un district administratif de la province du Hunan en Chine. Il est placé sous la juridiction de la ville-préfecture de Huaihua.

## Démographie
La population du district était de 839 785 habitants en 1999.

## Personnalités
- Xiang Da, (1900 - 1966), historien, dunhuangologue et archéologue de la minorité des Tujias.